# Richard Shusterman
Pour les articles homonymes, voir Shusterman.
Richard Shusterman (né le 3 décembre 1949 à Philadelphie, Pennsylvanie) est un philosophe américain dont les travaux portent principalement sur l'esthétique et s'inscrivent dans le renouveau du pragmatisme,. Il est actuellement professeur de philosophie, directeur de Le Centre pour Esprit, Corps, et Culture,"  et chaire humanités à la Florida Atlantic University (Boca Raton, Floride). 

## Biographie
Richard Shusterman s'installe en Israël où il étudie l'anglais et la philosophie à l'université hébraïque de Jérusalem. Il découvre alors la philosophie analytique et, en 1979, il achève une thèse intitulée The Object of Literary Criticism au St John's College, Oxford. Par la suite, il enseigne la philosophie à l'université Temple jusqu'en 2004. Durant cette période, il s'intéresse notamment à l'œuvre de T. S. Eliot et il développe une théorie esthétique inspirée de la pensée de John Dewey. Cette théorie fait l'objet d'un ouvrage important intitulé Pragmatist Aesthetics (1992) qui sera traduit en 14 langues (français, allemand, finnois, portugais, polonais, japonais, coréen, chinois, espagnol, slovaque, hongrois, roumain, italien et russe). Shusterman poursuit cette réflexion dans plusieurs essais subséquents tels Practicing Philosophy (1997), Performing Live (2000) et Surface and Depth (2002). 
En France, Shusterman s'est fait connaître notamment grâce à Pierre Bourdieu (qui a publié la première traduction de son œuvre en France) et à travers le Collège international de philosophie.